# SS Kapitan K. Maciejewicz
SS Kapitan K. Maciejewicz – polskiej bandery drobnicowiec o napędzie parowym tłokowym.

## Kalendarium historii jednostki
- 1929 – zbudowany w niemieckiej stoczni Bremer Vulkan(inne języki) w Bremie dla francuskiego armatora „Compagnie Générale Transatlantique"
- 1930–1951 – pod nazwą SS „Wisconsin” pływał na linii Nowy Jork–Hawr oraz do portów Zatoki Meksykańskiej
- 1951–1954 – nabyty przez Polskie Linie Oceaniczne w Gdyni otrzymał imię SS „Fryderyk Chopin”
- 1954 – drobnicowiec przejęty przez przedsiębiorstwo Dalmor ze Szczecina i zaadaptowany na rybacki statek-bazę
- 1957 – statek przemianowany na SS „Kaszuby”
- 1973 – nadanie imienia SS „Kapitan K. Maciejewicz” na cześć kapitana Konstantego Matyjewicz-Maciejewicza, pierwszego komendanta szkolnej fregaty „Dar Pomorza”, i przekwalifikowanie go z rybackiego statku-bazy na hulk, dostosowując po nieznacznych przeróbkach do potrzeb na siedzibę Liceum Morskiego w Szczecinie
- 1982 – statek wypłynął w ostatni rejs do szwedzkiej stoczni celem złomowania
- 1990 – w Szczecinie, u zachodniego wylotu Trasy Zamkowej, ustawiono w formie pomnika maszt ze statku
- 2018 – maszt umieszczono na Bulwarze Gdyńskim na Łasztowni

## Bibliografia

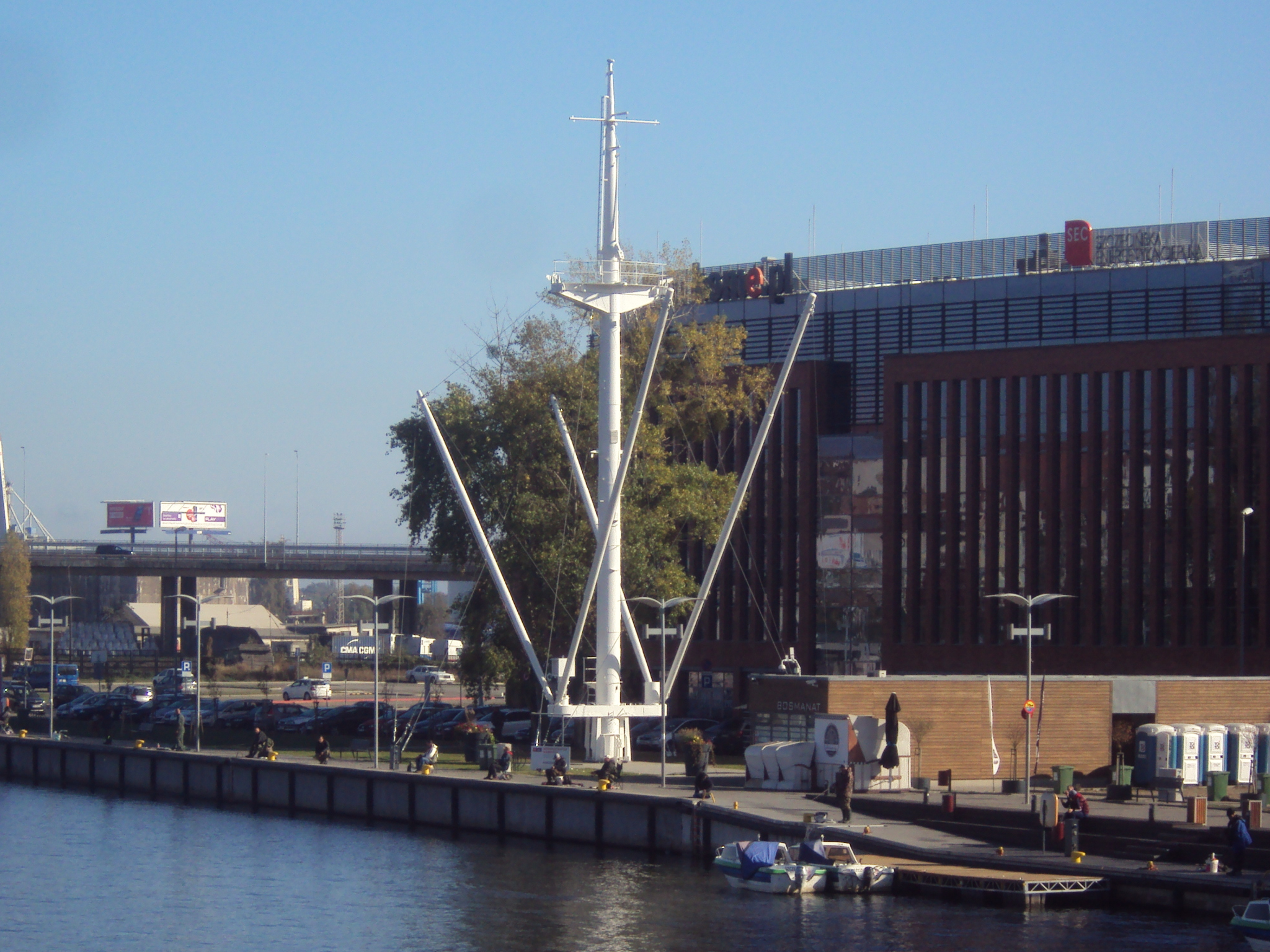
Maszt statku jako pomnik w Szczecinie